# Cioty
Cioty (złote baby, wróżki, czarownice) – kobiety zajmujące się u niektórych plemion słowiańskich magią. Jak większość informacji dotyczących wierzeń słowiańskich informacje na ich temat przetrwały w tradycji ustnej i zostały spisane dużo później, tak więc informacje nie są stuprocentowo pewne. Kobiety, które nie posiadały magicznych mocy, ale posiadały rozległą wiedzę, nazywano wiedźmami.
Lokalnie, na obszarze Wielkopolski, mianem ciot (lub ciotek, ciotuchen) określano złośliwe demony żeńskie, południce lub zmory. „Ciotą” w terminologii ludowej nazywano również zimnicę, względnie demona wywołującego tę chorobę.